# Салют-2
«Салю́т-2» — вторая советская орбитальная пилотируемая станция, построенная по программе создания военных космических объектов для работы на орбите Земли.
Рабочие названия — ОПС-1 или «изделие № 101».
Первоначальное название орбитальной пилотируемой станции (ОПС) военного назначения — «Алмаз».
Станция была выведена на орбиту ракетой-носителем «Протон-К» 3 апреля 1973 года с космодрома Байконур. Главную оперативную группу управления станцией возглавлял Я. Я. Сиробаба.
На 13-е сутки полета произошла разгерметизация отсеков станции, а 25 апреля перестала поступать телеметрическая информация. Станция, пробыв на орбите 54 дня, закончила свою работу 28 мая 1973 года в результате естественного торможения в верхних слоях атмосферы и упала в Тихий океан около Австралии.
ТАСС 28 апреля объявило, что «программа полёта завершена» (не отметив при этом «успешно»).
Анализ причин аварии позволил предположить нештатную работу двигательной установки, что привело к прогоранию корпуса станции.
Для работы на станции готовился экипаж в составе космонавтов Павла Поповича и Юрия Артюхина, который должен был лететь к станции на космическом корабле «Союз».

## Конструкция станции

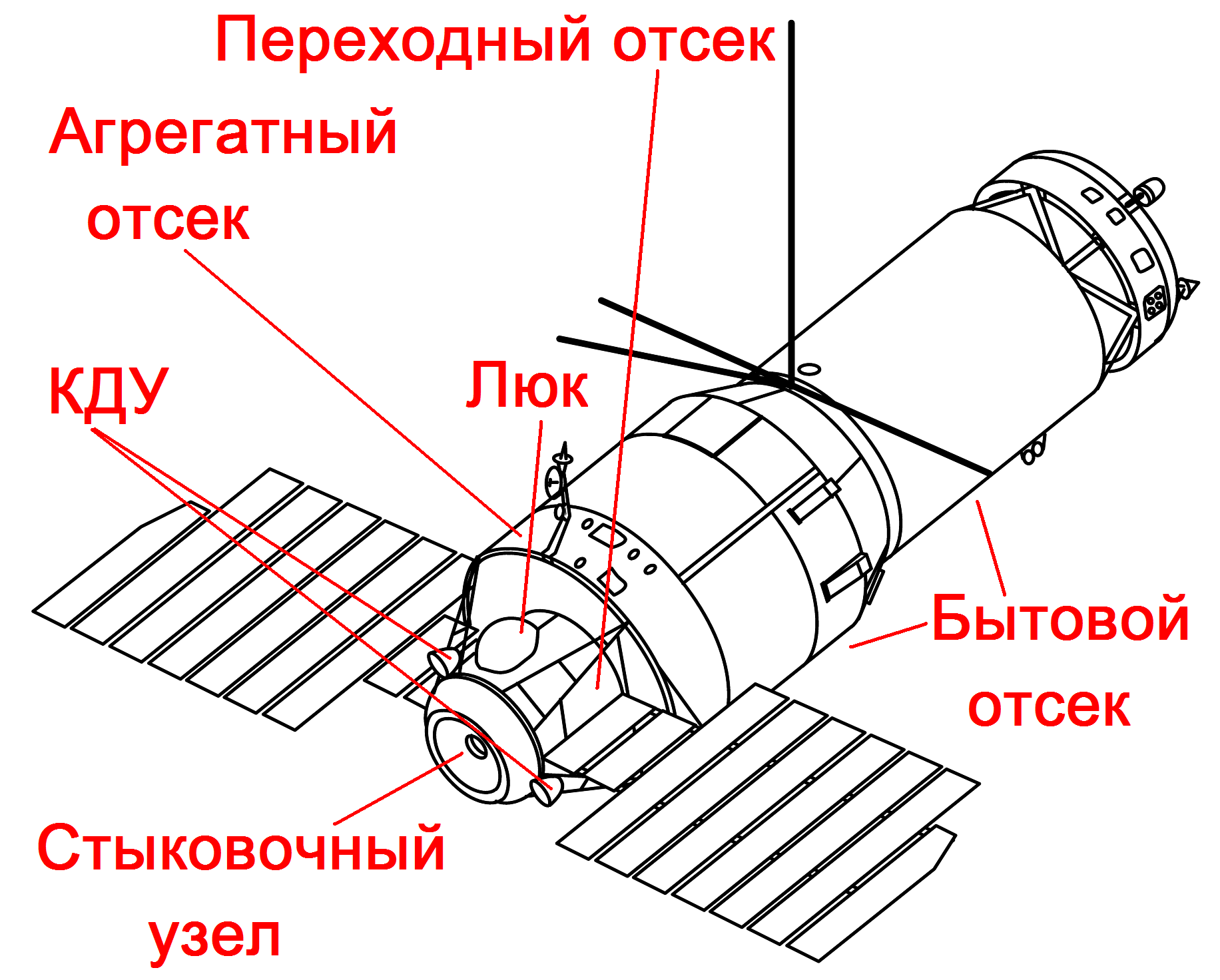
«Салют-2», «Салют-3», «Салют-5»

Выведенные на орбиту станции «Салют-3» (25.06.1974 — 24.01.1975) и «Салют-5» (22.06.1976 — 8.08.1977) имели конструкцию, аналогичную «Салюту-2».